# Championnat de Belgique de football de quatrième division
En Belgique, la division 4 est appelée Division 2 VV du côté néerlandophone et Division 2 ACFF du côté francophone et germanophone. Elle constitue le quatrième niveau national du football belge. Elle est constituée de 3 séries (deux néerlandophones et une francophone et germanophone).
Ce niveau se situe entre la Nationale 1 et la Division 3 ACFF ou VV. Les trois séries ont la même valeur administrative.
À partir de la saison 2016-2017, le 4e niveau est restructuré à la suite de la réforme engagée par la Pro League et la Ligue nationale (D2). Le Niveau 4 du football belge ne compte alors plus que trois séries au sein desquelles une scission géographique/linguistique apparaît. Deux séries sont réservées aux clubs néerlandophones et une aux cercle francophones et germanophones.

## Historique du terme "Promotion"
Lorsque le football belge commença à se développer et que le besoin d'un deuxième niveau hiérarchique, sous la plus haute division (qui se forma en 1895) se fit sentir, l'URBSFA ne créa pas immédiatement une "Division 2". Ou plus exactement celle-ci fut initialement prévue pour les équipes Réserves de la première division auxquelles s'ajoutèrent d'autres clubs au fil du temps.
D'ailleurs le terme "Division 1" n'apparut que pour la saison 1898-1899. Auparavant l'élite jouait la "Coupe de Championnat". 
À partir de la saison 1905-1906, la "Division 2" fut ce que nous appellerions de nos jours des "Playoffs" ou "Tour final". Elle regroupait les clubs ayant remporté leur compétition régionale. Le découpage géographique ne suivait pas les limites administratives des provinces telles que nous les connaissons. Cela car certaines régions comptaient beaucoup moins de clubs.
Il y a un siècle, en vue de la saison 1909-1910, un deuxième niveau national à part entière fut établi. Celui-ci reçut le nom de Promotion. La plus haute division portait alors le nom de "Division d'Honneur", appellation qu'elle allait garder encore pendant près d'un demi-siècle.
Pour la saison 1923-1924, la Promotion fut agrandie et partagée en deux séries.
En vue de la saison 1926-1927, le deuxième échelon reçut l'appellation de "Division 1" (partagé en deux séries), car un troisième niveau national fut instauré. Partagé en trois séries, il hérita du nom de Promotion.
C'est en vue de la saison 1952-1953, que l'URBSFA créa un quatrième niveau national. La pyramide nationale actuelle fut alors formée. L'élite abandonna la désignation de "Division d'Honneur" pour devenir la "Division 1", le deuxième étage fut ramené à une seule série dénommé "Division 2", tandis que pour le troisième palier, on introduisit le terme "Division 3".
Dès sa création lors de la saison 1952-1953, la Promotion conserva les 4 séries de l'ancien 3e niveau, alors que la nouvelle "Division 3" n'en compta plus que 2.
Lors de la saison 2016-2017, le quatrième niveau devient la « Division 2 amateur » et ne comprend plus que trois séries (deux néerlandophones et une francophone et germanophone).
À partir de la saison 2020-2021, le championnat est renommé Division 2 VV du côté néerlandophone et Division 2 ACFF du côté francophone et germanophone.

## Organisation et Fonctionnement
Dès sa création, la Promotion regroupa 64 clubs répartis en 4 séries distinctes. Une "clé de répartition" obligeait et oblige toujours chaque série à comporter des clubs émanant d'au moins trois provinces différentes. À la fin de chaque saison, le champion de chaque série est promu en "Division 3" tandis que les trois derniers classés de chaque série sont relégués vers la Première provinciale qui les concerne.
À partir de la saison 1993-1994, un principe de tour final fut instauré (ainsi qu'en "Division 3"). Reprenant le système déjà en vigueur en "Division 2", les championnats de Promotion et de "Division 3" furent découpés en trois tranches avec établissement d'un classement distinct pour chaque partie de 10 rencontres. Par série, les trois vainqueurs de tranche participent au tour final. Dans le cas où le champion d'une série (classement complet) a remporté une ou plusieurs tranches, ou qu'un même club a remporté plus d'une tranche, les places au tour final sont attribuées à (ou aux) équipe(s) classée(s) directement après le champion de la série concernée (classement complet).

## Barrage pour le maintien et Tour final interprovincial
Lors de l'instauration du tour final (en 1993-1994), il fut décidé que les clubs classés à la 13e place de leur série devraient se départager afin de désigner les deux clubs qui pourraient se maintenir. Les deux perdants devant prendre part au tour final interprovincial.
Le champion de chacun des neuf provinces sont promus en Promotion. En matière de football, la province du Brabant est restée unitaire lors de la scission administrative entre Brabant flamand et Brabant wallon. Les clubs de la Région de Bruxelles-Capitale sont aussi "brabançons".
Chaque province organise un tour final qui lui est propre (règlement et procédure). Pour les trois provinces comptant le plus grand nombre de clubs affiliés à l'URBSFA (Anvers, Brabant et Flandre orientale), le gagnant du tour final monte en Promotion. Pour les six autres provinces, les vainqueurs participent au tour final interprovinvcial avec les deux clubs de Promotion battus dans le tour de départage (op cit).
La norme est qu'annuellement deux places sont disponibles en Promotion via ce tour final interprovincial. Mais selon les saisons ce nombre peut varier., rarement à la baisse, le plus souvent à la hausse, en raison d'éventuelles places disponibles (absorptions, arrêts, radiations, fusions...).

## Palmarès de la Promotion (en tant que Division 4)
| Saison    | Promotion A              | Promotion B                 | Promotion C                     | Promotion D                   |
| --------- | ------------------------ | --------------------------- | ------------------------------- | ----------------------------- |
| 1952-1953 | Excelsior AC St-Niklaas  | R. CS La Forestoise         | SRU Verviers                    | K. Willebroekse SV            |
| 1953-1954 | R. Racing FC Montegnée   | R. FC Bressoux              | R. AA Louviéroise               | K. SV Waregem                 |
| 1954-1955 | K. FC Mol Sport          | R. SCUP Jette               | R. CS Hallois                   | FC Waaslandia Burcht          |
| 1955-1956 | K. FC Eeklo              | K. OLSE Merksem SC          | R. Jeunesse Arlonaise           | K. FC Diest                   |
| 1956-1957 | V&V Overpelt-Fabriek     | R. CS Brainois              | V. Aarschot Sport               | K. RC Lokeren                 |
| 1957-1958 | FC Waaslandia Burcht     | R. US Tournaisienne         | R. Fléron FC                    | R. Stade Waremmien FC         |
| 1958-1959 | R. Crossing FC Ganshoren | US du Centre                | UBS Auvelais                    | K. Hasseltse VV               |
| 1959-1960 | R. ES Jamboise           | K. Wezel Sport FC           | K. SK Roeselare                 | K. FC Tubantia                |
| 1960-1961 | Kontich FC               | R. AEC Mons                 | K. Tongerse SV Cercle           | K. SV Sottegem                |
| 1961-1962 | VC Zwevegem Sport        | K. FC Vigor Wuitens Hamme   | R. Stade Waremmien FC           | FC Eendracht Houthalen        |
| 1962-1963 | Voorwaarts Tienen        | Beveren-Waas SK             | Verbr. Mechelen a/d Maas        | R. Stade Mouscronois          |
| 1963-1964 | K. VG Oostende           | R. CS Schaerbeek            | K. Winterslag FC                | R. Wavre Sport                |
| 1964-1965 | R. Union Hutoise FC      | White Star Cl. Lauwe        | K.Am & Verbr. Cl. Brasschaat    | Racing de Jette               |
| 1965-1966 | R. AA Louviéroise        | K. SC Hasselt               | Voorwaarts Tienen               | K. SC Eendracht Aalst         |
| 1966-1967 | Puurs Excelsior FC       | K. SV Oudenaarde            | K. Olympia SC Wijgmaal          | R. Ass. Marchiennoise des Sp. |
| 1967-1968 | K. SC Menen              | K. Maccabi SC Voet. Antwerp | R. CS La Forestoise             | Witgoor Sport Dessel          |
| 1968-1969 | K. Kortrijk Sport        | VC Westerlo                 | R. AA Louvièroise               | AS Eupen                      |
| 1969-1970 | Léopold Club Bastogne    | KFC Dessel Sport            | K. SV Oudenaerde                | K. SK Tongeren                |
| 1970-1971 | R. Herve FC              | R. Wavre Sport              | K. Helzold FC Zolder            | K. SC Lokeren                 |
| 1971-1972 | Racing Jet Bruxelles     | R. Stade Waremmien          | K. VV Looi Sport                | KV Kortrijk                   |
| 1972-1973 | AS Herstalienne          | K. FC Eendr. Zele           | Hoeselt VV                      | FC Denderleeuw                |
| 1973-1974 | K. Stade Leuven          | R. CS Andennais             | K. AV Dendermonde               | Zonhoven V&V                  |
| 1974-1975 | K. HO Merchtem           | SK Bree                     | R. FC Sérésien                  | K. RC Tienen                  |
| 1975-1976 | K. FC Izegem             | VC Jong Lede                | White Star Beverst              | R. Wavre Sport                |
| 1976-1977 | K. RC Harelbeke          | K. Wuustwezel FC            | K. FC Herentals                 | R. Ass. Marchiennoise des Sp. |
| 1977-1978 | US Ferrières             | Bilzerse VV                 | K. SK Roeselare                 | R. CS La Forestoise           |
| 1978-1979 | R. FC Sérésien           | R. RC Tournaisien           | K. Stade Leuven                 | R. FC Hannutois               |
| 1979-1980 | R. US Tournaisienne      | FC Testelt                  | Eendr. Gerhees Oostham          | Wallonia Namur                |
| 1980-1981 | R. Dottignies Sport      | K. HO Merchtem              | R. Union Hutoise FC             | K. FC Lommelse SK             |
| 1981-1982 | K. SV Bornem             | Diegem Sport                | Patro Eisden                    | K. FC Verbroedering Geel      |
| 1982-1983 | K. HO Merchtem           | Royale Union                | R. Tilleur FC                   | R. Stade Waremmien            |
| 1983-1984 | K. FC Germinal Ekeren    | VK Tienen                   | AS Eupen                        | RUS Binchoise                 |
| 1984-1985 | K. FC Eeklo              | R. Francs Borains B-B-El.   | VC Westerlo                     | Royal Football Club Hannutois |
| 1985-1986 | Hoogstraten VV           | K. Sport Vermaakt Mol       | R. OC Charleroi                 | R. Excelsior Virton           |
| 1986-1987 | K. FC Roeselare          | FC Heist Sportief           | FC Zwarte Leeuw Rijkevorsel     | R. Aubel FC                   |
| 1987-1988 | Eendracht Wervik         | K. Sint Niklase SK          | K. VV Looi Sport                | R. Union Hutoise FC           |
| 1988-1989 | Standaard Wetteren       | KVO Aarschot                | K. FC Poederlee                 | Union Royale Namur            |
| 1989-1990 | R. Excelsior Mouscron    | K. Lyra TSV                 | K. Sport Vermaakt Mol           | R. FC Tilleur St.Nicolas      |
| 1990-1991 | K. FC Roeselare          | R Cappellen FC              | K. FC Avenir Lembeek            | K. V&V Overpelt-Fabriek       |
| 1991-1992 | KMSK Deinze              | FC VW Hamme                 | K Tubantia Borgerhout VK        | AC Hemptinne-Éghezée (ACHE)   |
| 1992-1993 | K. FC Izegem             | FC Denderleeuw              | K. FC Herentals                 | R. CS Verviétois              |
| 1993-1994 | R. RC Heirnis Gent       | K. FC Rita Berlaar          | K. FC Tielen                    | AC Hemptinne-Éghezée (ACHE)   |
| 1994-1995 | Zultse VV                | K. HO Merchtem              | KFC Dessel Sport                | R. Excelsior Virton           |
| 1995-1996 | R. RC Tournaisien        | KFC Eendracht Zele          | R. CS Visétois                  | K. FC Strombeek               |
| 1996-1997 | K. SV Sottegem           | K. FC Schoten SK            | K. SK Heusden                   | Union Royale Namur            |
| 1997-1998 | Torhout 1992 KM          | Rapide Club Lebbeke         | K. SK Kermt                     | R. Wallonia Walhain CG        |
| 1998-1999 | Zultse VV                | K. AV Dendermonde           | K. VV Heidebloem Dilsen         | R. Francs Borains             |
| 1999-2000 | K. SK Ronse              | K. Lyra TSV                 | KAC Olen                        | FC Zw. Duivels Oud Heverlee   |
| 2000-2001 | Torhout 1992 KM          | KFC Red Star Haasdonk       | K Bocholter VV                  | Racing Jet Wavre              |
| 2001-2002 | R. US Tournaisienne      | K. Berchem Sport            | Excelsior Veldwezelt            | R. Ent. Dison-Verviers        |
| 2002-2003 | K. Standaard Wetteren    | K Diegem Sport              | KV Turnhout                     | Union Royale Namur            |
| 2003-2004 | KRC Waregem              | Verbroedering Denderhoutem  | K. SK Kermt-Hasselt             | R. FC Union La Calamine       |
| 2004-2005 | RFC Tournai              | K. VC Willebroek-Meerhof    | K ESK Leopoldsburg              | R. CS Verviétois              |
| 2005-2006 | K. SV Oudenaarde         | K Londerzeel SK             | FC Verbroedering Meerhout       | Seraing RUL                   |
| 2006-2007 | KSV Sottegem             | VC Eendracht Alost 2002     | K. FC Racing Mol-Wezel          | RRC Hamoir                    |
| 2007-2008 | SC Wielsbeke             | KRC Gand-Zeehaven           | Hoogstraten VV                  | URS du Centre                 |
| 2008-2009 | K. VV Coxyde             | K. SV Temse                 | K. SH Heist                     | FC Bleid                      |
| 2009-2010 | K. FC Izegem             | K. SV Bornem                | Verbr. Geel-Meerhout            | R. Entente Bertrigeoise       |
| 2010-2011 | R. Géants Athois         | K. RC Mechelen              | K. Patro Eisden/Maasmech.       | R. FC Union La Calamine       |
| 2011-2012 | K. FC Izegem             | K. Berchem Sport 2004       | R. Cappellen FC                 | R. UW Ciney                   |
| 2012-2013 | K. RC Gent-Zeehaven      | K. Londerzeel SK            | K. FC Oosterzonen Oosterwijk    | R. Sprimont Comblain Sport    |
| 2013-2014 | FC Gullegem              | K. FC Eendracht Zele        | K. VK Tienen                    | R. Wallonia Walhain CG        |
| 2014-2015 | K. FC Sparta Petegem     | Tempo Overijse MT           | K. FC Olympia Beerschot-Wilrijk | R. FC de Liège                |
| 2015-2016 | R Knokke FC              | ROC Charleroi-Marchienne    | RC Hades                        | RFC Meux                      |

## Palmarès de la D2 Amateur

### VFV
| Saison    | VFV A                                     | VFV B                                 | Vainqueur                                 |
| --------- | ----------------------------------------- | ------------------------------------- | ----------------------------------------- |
| 2016-2017 | R. Knokke FC                              | K. Berchem Sport                      | K. Berchem Sport                          |
| 2017-2018 | K. Rupel Boom FC                          | Thes Sport Tessenderlo                | K. Rupel Boom FC                          |
| 2018-2019 | Kon. Voetbalclub Sint-Eloois-Winkel Sport | Koninklijke Patro Eisden Maasmechelen | Kon. Voetbalclub Sint-Eloois-Winkel Sport |
| 2019-2020 | R. Knokke FC                              | KVK Tirlemont                         | Non joué                                  |
| 2021-2022 | K. FC Sparta Petegem                      | Hoogstraten VV                        | Non joué                                  |
| 2022-2023 | KSC Lokeren-Temse                         | R Cappellen FC                        | R Cappellen FC                            |

### ACFF
| Saison    | ACFF                            |
| --------- | ------------------------------- |
| 2016-2017 | R. Châtelet-Farciennes SC       |
| 2017-2018 | RWD Molenbeek                   |
| 2018-2019 | Union Royale La Louvière Centre |
| 2019-2020 | R. Francs Borains               |
| 2021-2022 | RAAL La Louvière                |
| 2022-2023 | RFC Warnant                     |
| 2023-2024 | RAEC Mons                       |

## Cinquième série - Espoirs de D1
Un projet existant depuis plusieurs années pourrait voir le jour en vue de la saison 2013-2014. Il consiste à faire participer les équipes « Espoirs » des cercles de Division 1 à la compétition de Promotion.
Début février 2013, les deux principales parties concernées (Ligue Pro et Promotion) se sont rencontrées et se sont montrées favorables à cette innovation. Celle-ci doit encore franchir les différentes étapes administratives de la fédération belge (e.a. accord des ligues concernées et de la Commission National d'Etude (CNE)...).
Les « Espoirs de D1 » seraient répartis géographiquement et participeraient activement à la compétition. C'est-à-dire qu'elle pourraient être promues en Division 3 ou reléguées en Première provinciale.
Mais en avril 2013, les responsables de la Pro League font savoir que le projet est arrêté et postposé pour une durée indéterminée.

## Sources & Liens externes
- Site officiel de la fédération belge de football (URSBSFA)
- Base de données du football belge
- Belgium Soccer History
- Footgoal, site d'informations